# Satellite Launch Vehicle
Das Satellite Launch Vehicle (SLV, auch SLV-3) war die erste Trägerrakete, die Indien selbst entwickelt hat. Nachdem die ISRO 1969 gegründet worden war, begann sie damit, ein eigenes Trägersystem zu entwickeln, welches sie 1979 fertigstellte. Die Rakete konnte eine Nutzlast von 40 kg in den Orbit bringen, bei einem Startgewicht von 17,8 t war das im Vergleich zu ähnlich großen Raketen wenig. Das lag vor allem an der hohen Leermasse der Stufen von über 20 %. Der Träger war 24 m hoch und nur 1 m breit.
Alle Starts fanden von der indischen Startbasis Satish Dhawan Space Centre auf Sriharikota an der indischen Ostküste statt. Die SLV 3 war eine reine Feststoffrakete. Wie bei rein von Feststoffen angetriebenen Trägerraketen üblich, sind auch bei der SLV 3 Freiflugphasen nötig, die erste nach Brennschluss der zweiten Stufe bis in eine Höhe von 88 km und eine zweite nach Brennschluss der dritten Stufe, bis zum Erreichen des Perigäums. Im Jahre 1989 versuchte man, aus der ersten Stufe der SLV 3 eine militärische Mittelstreckenrakete zu bauen. Dies ist bisher der einzige Fall in der Geschichte der Raumfahrt, wo eine zivile Rakete militärisch genutzt wurde. Im Normalfall geschieht dies umgekehrt.

## Startliste
Dies ist eine vollständige Startliste des Satellite Launch Vehicle.
| Lfd. Nr. | Datum (UTC)          | Typ   | Startplatz | Nutzlast  | Art der Nutzlast        | Nutzlast in kg (brutto 1) | Orbit 2 | Anmerkungen                                           |
| -------- | -------------------- | ----- | ---------- | --------- | ----------------------- | ------------------------- | ------- | ----------------------------------------------------- |
| 1        | 19. Aug. 1979        | SLV-3 | SHAR       | Rohini 1A | Mess-Satellit           | 30 kg                     | LEO     | Fehlschlag Schubvektorsteuerung der 2. Stufe versagte |
| 2        | 18. Juli 1980 02:33  | SLV-3 | SHAR       | Rohini 1B | Mess-Satellit           | 35 kg                     | LEO     | Erfolg Erster erfolgreicher indischer Satellitenstart |
| 3        | 31. Mai 1981 05:00   | SLV-3 | SHAR       | Rohini 2  | Erdbeobachtungssatellit | 38 kg                     | LEO     | Teilerfolg Nutzlast erreicht zu niedrigen Orbit       |
| 4        | 17. April 1983 05:44 | SLV-3 | SHAR       | Rohini 3  | Erdbeobachtungssatellit | 41,5 kg                   | LEO     | Erfolg                                                |